# Карпилівська сільська рада (Рокитнівський район)
Карпи́лівська сільська́ ра́да — колишній орган місцевого самоврядування в Рокитнівському районі Рівненської області. Адміністративний центр — село Карпилівка.

## Загальні відомості
- Карпилівська сільська рада утворена в 1940 році.
- Територія ради: 151,437 км²
- Населення ради: 2 611 особа (станом на 2001 рік)
- Територією ради протікає річка Льва.

## Населені пункти
Сільській раді були підпорядковані населені пункти:
- с. Карпилівка

## Склад ради
Рада складалася з 16 депутатів та голови.
- Голова ради: Бричка Віктор Петрович
- Секретар ради: Шевчук Ольга Миколаївна

### Керівний склад попередніх скликань
| Прізвище, ім'я, по батькові | Основні відомості                                                               | Дата обрання | Дата звільнення |
| --------------------------- | ------------------------------------------------------------------------------- | ------------ | --------------- |
| Бричка Віктор Петрович      | Сільський голова, 1965 року народження, освіта середня спеціальна, безпартійний | 26.03.2006   | 31.10.2010      |
| Бричка Віктор Петрович      | Сільський голова, 1965 року народження, освіта середня спеціальна, безпартійний | 31.10.2010   |                 |

Примітка: таблиця складена за даними сайту Верховної Ради України